# William Perrett
William Perrett (Nottingham, 23 agosto 1996) è un pistard e ciclista su strada britannico, medaglia di bronzo nell'omnium su pista ai campionati europei 2023.

## Palmarès

### Pista
- 2020

Campionati britannici, Inseguimento a squadre (con John Archibald, Daniel Bigham e Kyle Gordon)
- 2021

Campionati britannici, Derny
Quattro giorni di Ginevra, Americana (con Colby Lange)
- 2022

Campionati britannici, Americana (con Mark Stewart)
TCL Points Race Paris, Corsa a punti (Saint-Quentin-en-Yvelines)
4ª prova Champions League, Scratch (Londra)
- 2023

Troféu Internacional Artur Lopes, Omnium (Anadia)
Campionati britannici, Corsa a punti
South London Grand Prix, Americana (Londra, con Rhys Britton)

## Piazzamenti

### Competizioni mondiali
- Campionati del mondo su pista

Saint-Quentin-en-Yvelines 2022 - Corsa a punti: 5º
Glasgow 2023 - Corsa a punti: 5º

### Competizioni continentali
- Campionati europei su pista

Grenchen 2021 - Corsa a eliminazione: 15º
Grenchen 2021 - Corsa a punti: 8º
Grenchen 2023 - Corsa a punti: 7º
Grenchen 2023 - Omnium: 3º